# Cyril Dumoulin
Pour les articles homonymes, voir Dumoulin.
Cyril Dumoulin, né le 2 février 1984 à Rillieux-la-Pape, est un joueur international français de handball.
Il joue au poste de gardien de but dans le championnat français à Tremblay Handball.

## Biographie

### Les débuts au handball
Né dans une famille sportive, il commence par faire du football pendant dix années au CS Vaulx-Milieu, accompagné de son troisième frère, plus jeune de quelques mois. 
Bon élève, il rejoint le collège avec une année d’avance, sautant le CM2. Afin de faciliter son intégration, son professeur d'EPS, Jean Mermet, lui confie un poste à responsabilité dans l’équipe « phare » de l’établissement : c'est ainsi qu'il se retrouve pour la première fois gardien de but de handball, poste qu'il ne quittera plus par la suite. Il évolue alors dans le club de CS Bourgoin-Jallieu entrainé par Joël Casagrande, ancien pivot international français, qui lui propose au printemps 1998 de participer aux sélections du pôle chambérien. Son potentiel est repéré par Rudy Bertsh qui lui propose de rejoindre la sport-études de Chambéry.
En 2000, il intègre le centre de formation du SO Chambéry. Il découvre peu à peu le monde professionnel, s'entrainant parfois avec l'équipe professionnelle dirigée par Philippe Gardent. Il dispute son premier match officiel en première division, en 2003, contre l'USAM Nîmes, conclu par son premier arrêt. Quelques mois plus tard, il signe son premier contrat professionnel.

### Carrière en club
Valeur sûre du championnat, il est ainsi élu meilleur gardien du championnat de France 2011-2012. Capable de sortir des matchs exceptionnels, notamment en Ligue des champions, il réalise 26 arrêts (50 %) le 17 octobre 2010 à Chambéry contre le FC Barcelone, obtenant ainsi la note exceptionnelle de 10 dans le journal L'Équipe.
Le 22 septembre 2011, il devient le premier handballeur en activité à publier un livre, "Billets de match", retraçant la saison précédente de manière intime, invitant le lecteur à découvrir le handball de haut niveau vu de l'intérieur. Un second opus est prévu pour l'été 2014.
Le 21 mai 2014, après quatorze ans de présence dans le club savoyard, il s'engage pour deux ans avec le club de Toulouse Handball où il remplace l'Espagnol Gonzalo Pérez de Vargas, de retour au FC Barcelone,. Le club toulousain ne parvient toutefois pas à progresser à l'échelle nationale et le 19 avril 2016, il s'engage comme joker médical au Handball Club de Nantes, club pour lequel il avait signé un contrat de 2 ans à compter de l’été 2016. 
Titulaire du poste, il contribue à la progression du club Nantais sur les scènes nationales et internationales avec notamment une victoire en Coupe de France en 2017, un titre de vice-champion de France en 2017 et la finale de la Ligue des champions en 2018

### Carrière en équipe de France
Sélectionné pour la première fois en équipe de France le 21 juin 2009 lors d'un match de qualification pour l'Euro 2010, il participe ensuite aux Jeux méditerranéens de 2009 où il remporte une médaille d'argent.
Cantonné au rôle de 3e gardien derrière le duo Thierry Omeyer-Daouda Karaboué, il est régulièrement appelé sous le maillot bleu mais doit attendre la retraite sportive de Karaboué pour pouvoir participer à sa première compétition officielle, le Championnat d'Europe 2014 au Danemark. Auteur d'un début de saison difficile, il entre en concurrence avec Vincent Gérard pour entamer la compétition, Omeyer étant blessé. D'ailleurs, si Vincent Gérard commence le premier match de ce championnat face à la Russie, celui-ci doit attendre quinze minutes pour faire son premier arrêt et est finalement remplacé par Cyril Dumoulin qui réalise une meilleure performance avec 9 arrêts contre deux pour Vincent Gérard. Pour le deuxième match face aux Polonais, Cyril Dumoulin joue tout le match et réalise une très bonne performance avec 17 arrêts à 39 %. Vincent Gérard fera finalement les frais du retour de Thierry Omeyer pour le tour principal tandis que Cyril Dumoulin participe à tous les matchs de la compétition, terminant avec le meilleur pourcentage d'arrêts (34 %). Pour sa première compétition officielle, Cyril Dumoulin est champion d'Europe en ayant eu un rôle important dans la victoire finale.
L'année suivante, il devient champion du monde au Qatar, réalisant 17 arrêts à 31,5 % pour 1 h 11 min 35 s de jeu. Mais pour les compétitions suivantes, c'est Vincent Gérard qui lui est préféré par les sélectionneurs Claude Onesta et Didier Dinart et ainsi, il ne participe ni à l'Euro 2016, ni aux JO 2016, ni au Mondial 2017 en France. Après la retraite internationale de Thierry Omeyer, Cyril Dumoulin forme avec Vincent Gérard le nouveau duo de l'équipe de France et remporte la médaille de bronze à l'Euro 2018.
Le duo est à nouveau sélectionné au Championnat du monde 2019. Si Dumoulin peine à se montrer décisif dans les cages française (il pointe à 27% d'arrêts au terme de la compétition), il est préféré à Vincent Gérard pour commencer le match pour la médaille de bronze mais se blesse gravement au bout de 11 minutes : victime d'une rupture du ligament croisé antérieur au genou gauche, il est alors contraint de déclarer forfait jusqu'à la fin de la saison.

## Palmarès

### En club
Compétitions nationales
- Vainqueur de la Coupe de France (1) : 2017
  - Finaliste en 2005, 2009, 2011, 2014
- Vice-champion de France : 2003, 2004, 2008, 2009, 2010, 2011, 2012 et 2017
- Finaliste de la Coupe de la Ligue (2) : 2011, 2017
- Vainqueur du Trophée des champions (1) : 2013, 2017
  - Finaliste en 2010, 2011, 2012 et 2016

Compétitions internationales
- Finaliste de la Ligue des champions (1) 2018
  - Participations en 2004, 2006, 2008, 2009, 2010, 2011, 2012, 2013, 2016, 2017, 2018
- Participation à la Coupe de l'EHF en 2007, 2015
- Participation à la Coupe des coupes en 2003 et 2005

### Équipe de France
Championnats du monde
- Médaille d'or au Championnat du monde 2015 au  Qatar
- Médaille de bronze au Championnat du monde 2019 au  Danemark et en  Allemagne

Championnats d'Europe
- Médaille d'or au Championnat d'Europe 2014 au  Danemark
- Médaillé de bronze au Championnat d'Europe 2018 en  Croatie

Jeux méditerranéens
- Médaillé d'argent des Jeux méditerranéens de 2009 de Pescara,  Italie

## Distinctions individuelles
- Élu dans le 7 majeur « France » du journal L’Équipe pour l'année 2012
- Élu meilleur gardien du championnat de France 2011-2012[6]
- A obtenu la note de 10 dans le journal L’Équipe, le 18 octobre 2010, à la suite du match de Ligue des Champions contre Barcelone.
- Élu meilleur joueur du Trophée des champions 2017
- Élu sportif de l'année par le public Nantais le 1 octobre 2018, lors de la soirée des trophées sportif de la Métropole.
- Une salle de sport va porter son nom dans la commune de La Chaize-le-Vicomte en Vendée (département)

## Galerie

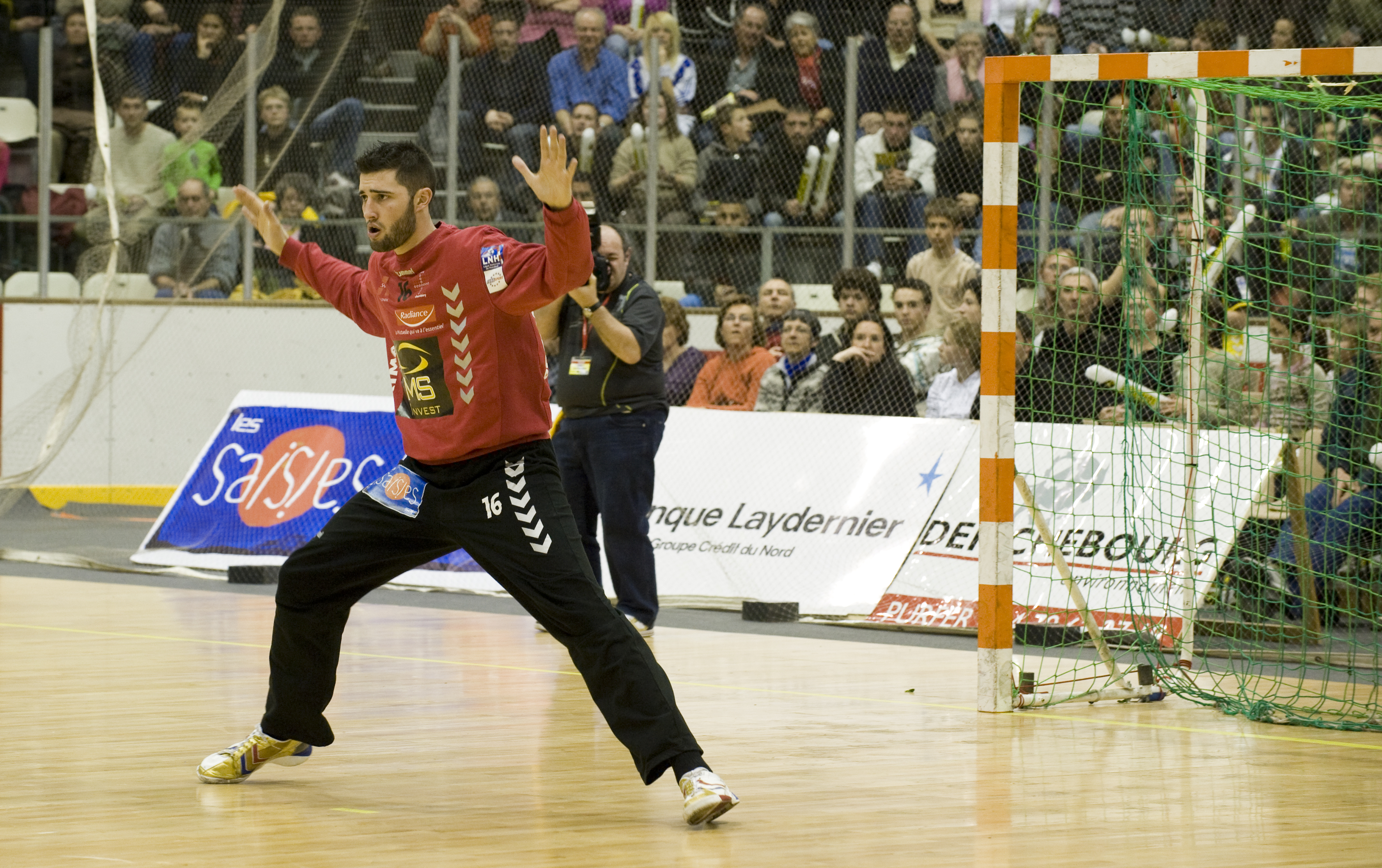
Cyril Dumoulin en 2008.
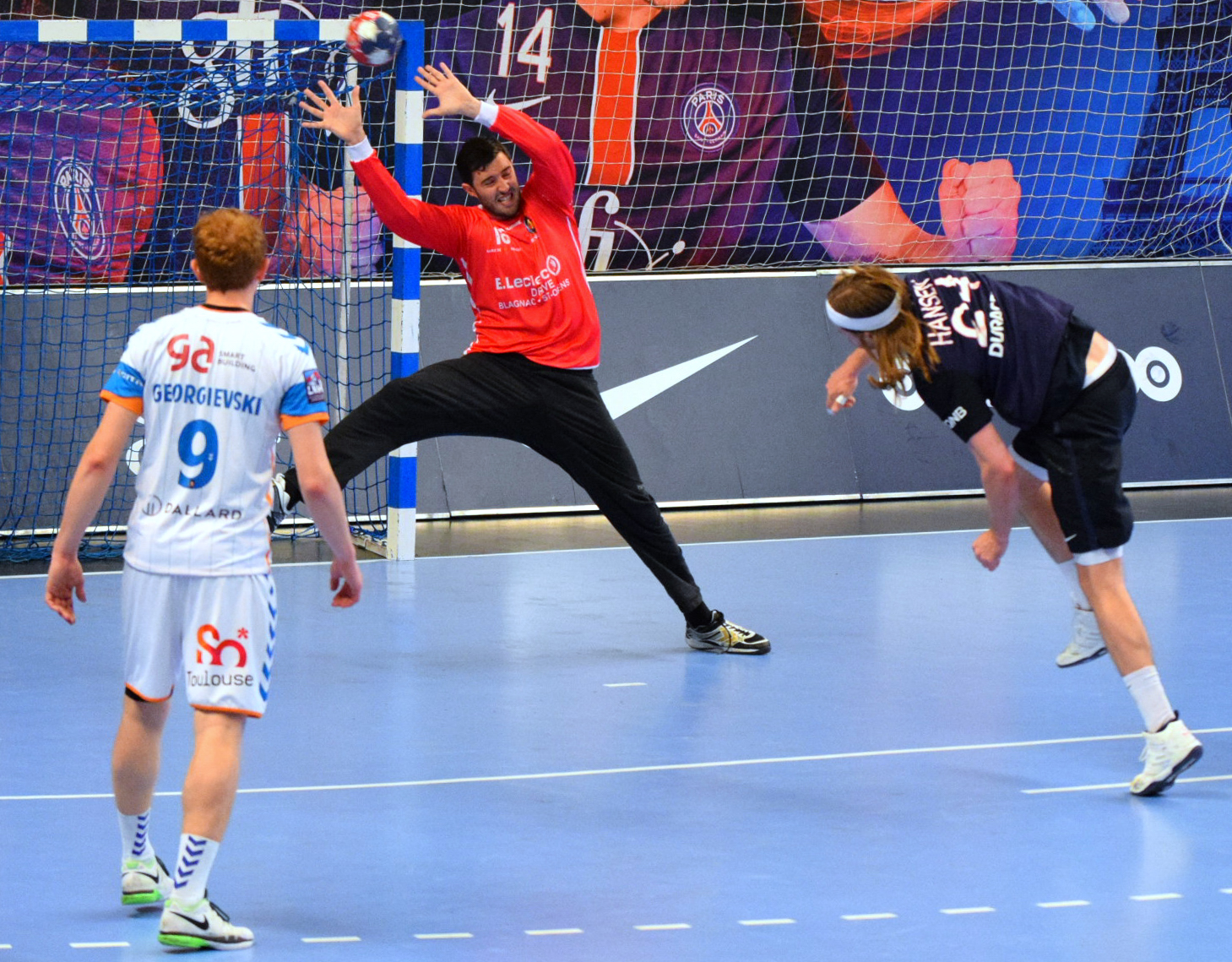
Face à un jet de 7m de Mikkel Hansen, en 2016.
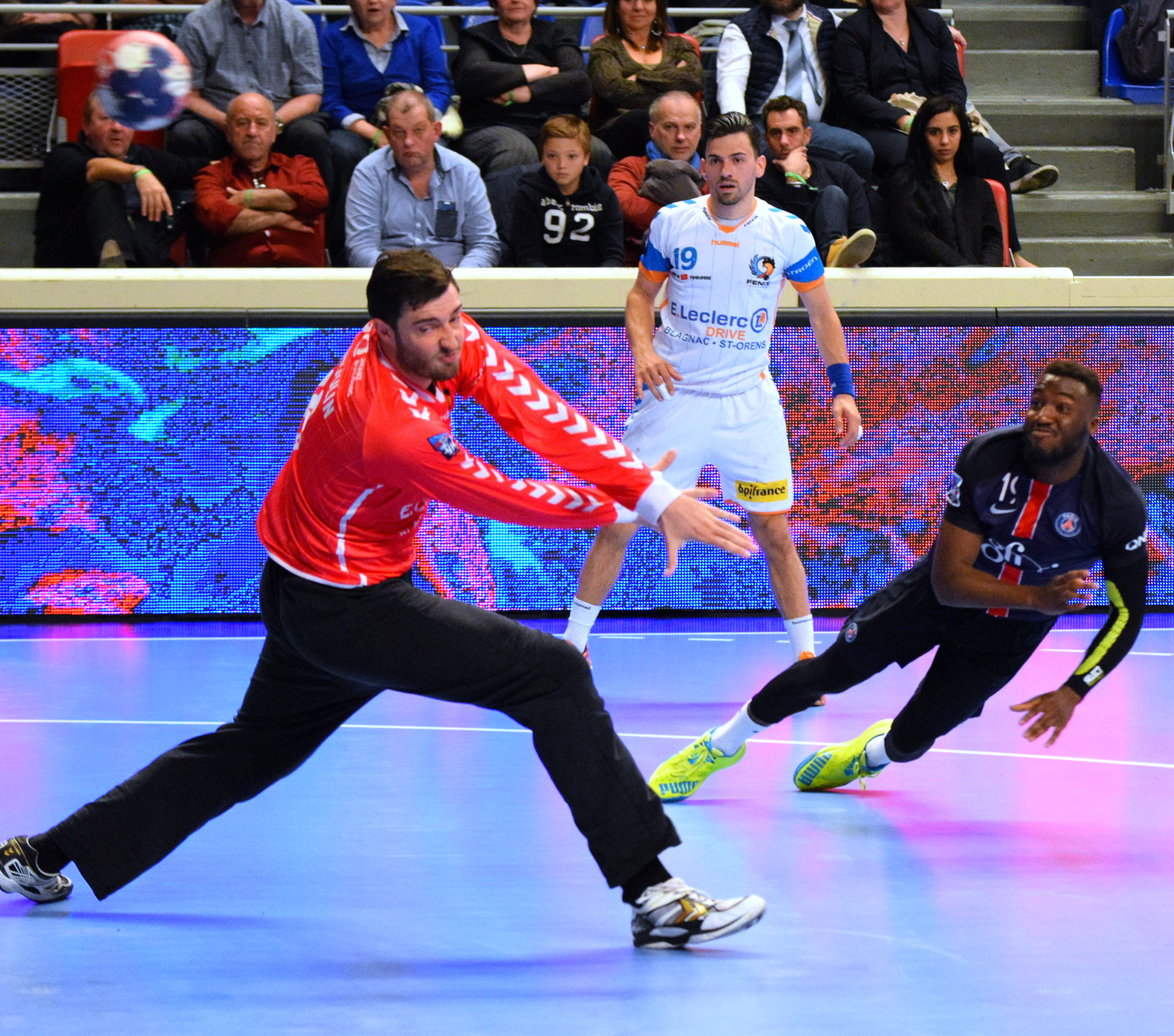
Face à un tir de Luc Abalo, en 2016.
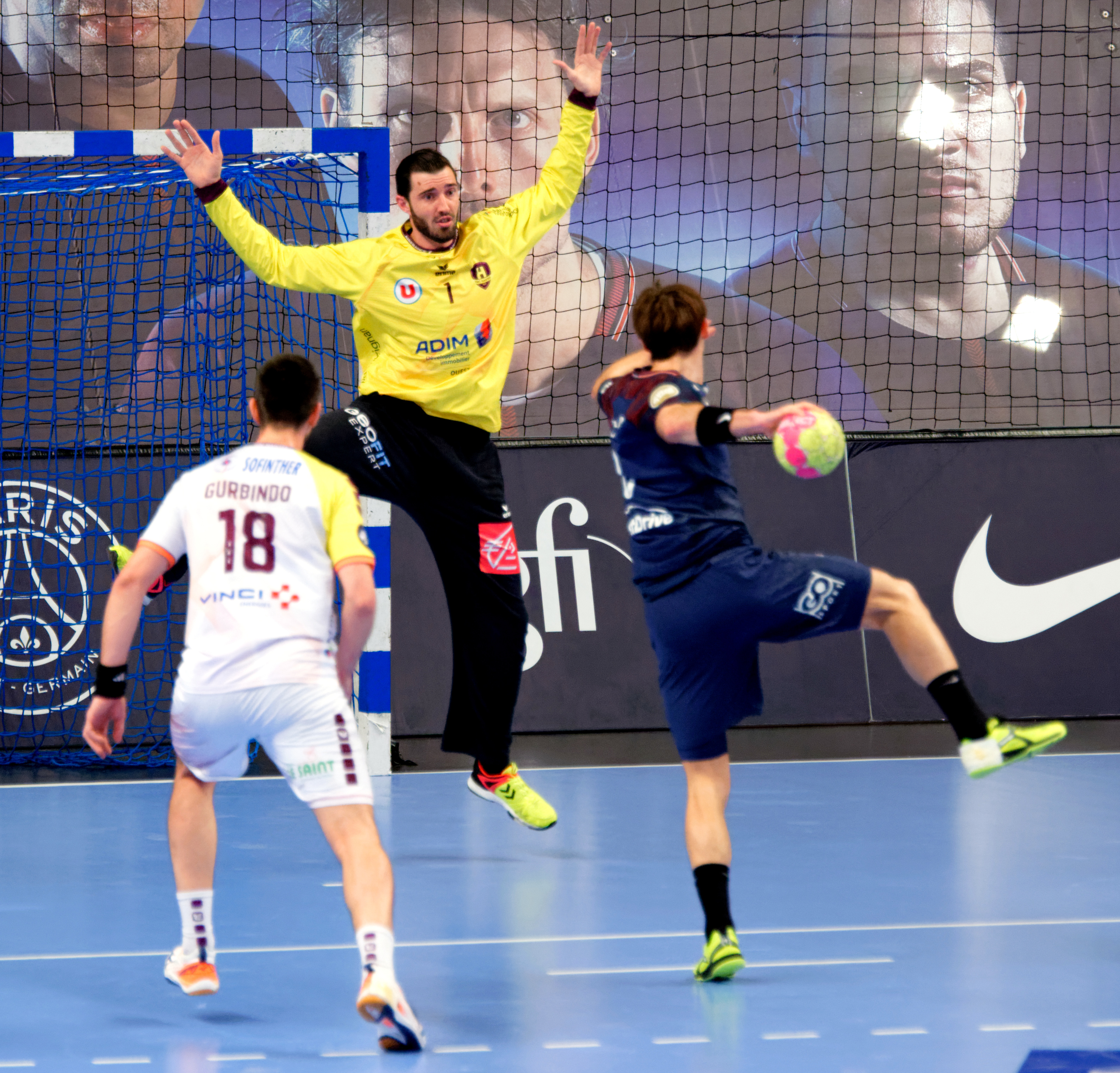
En 2017.